# 1560 Strattonia
Az 1560 Strattonia (ideiglenes jelöléssel 1942 XB) a Naprendszer kisbolygóövében található aszteroida. Eugène Joseph Delporte fedezte fel 1942. december 3-án.